# Accumulateur nickel-hydrure métallique à faible auto-décharge

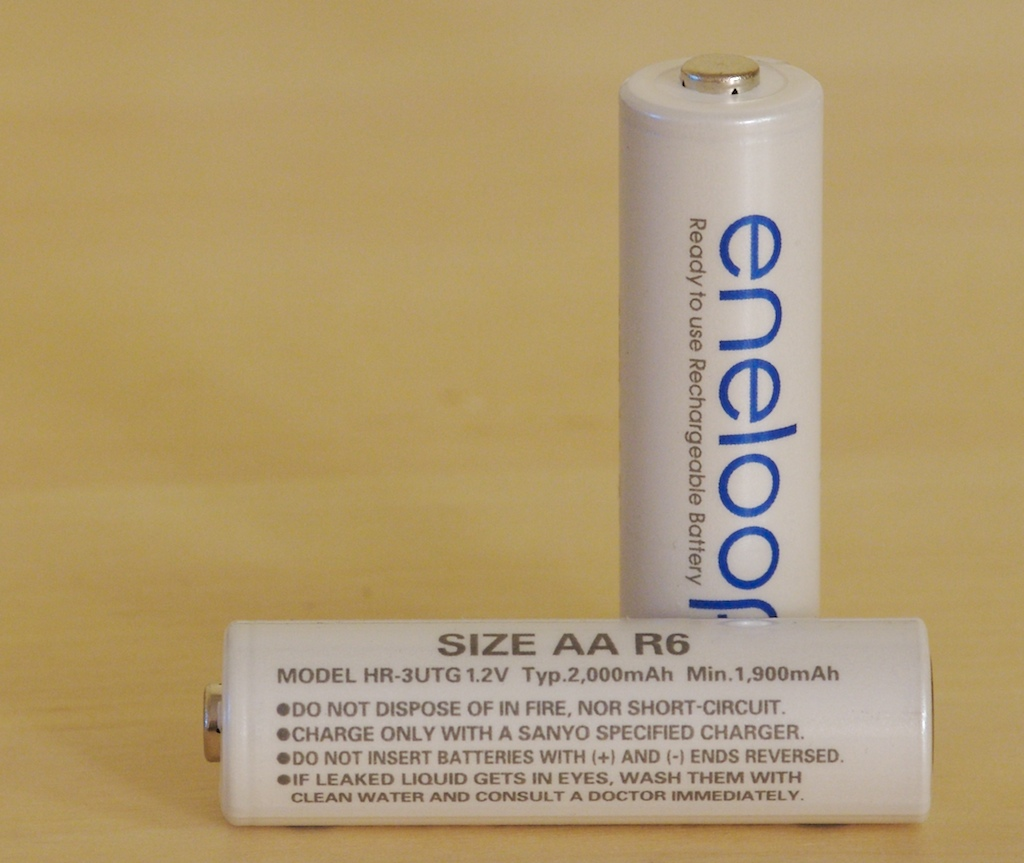
Batteries Eneloop de type AA (1re génération, 2005-2010).

 (septembre 2012).
Si vous disposez d'ouvrages ou d'articles de référence ou si vous connaissez des sites web de qualité traitant du thème abordé ici, merci de compléter l'article en donnant les références utiles à sa vérifiabilité et en les liant à la section « Notes et références ».
L'accumulateur nickel-hydrure métallique à faible auto-décharge (NiMH LSD pour Low Self Discharge) est une batterie rechargeable qui combine les avantages des batteries rechargeables et des batteries standards. Les batteries sont vendues pré-chargées, prêtes à l'emploi et offrent jusqu'à 2 100 cycles avec peu de décharge dans le temps. La technologie a initialement été développée par Sanyo (groupe Panasonic depuis 2009) et a été distribuée sous la marque « Eneloop » en novembre 2005. Depuis, la technologie a été adoptée par divers autres fabricants.

## Description
Ce type de batterie réduit l'auto-décharge, ce qui allonge leur durée de vie comparée à celle des batteries classiques. En utilisant de meilleurs séparateurs d'électrodes et électrodes positives, les fabricants affirment que les batteries conservent 70 à 85 % de leur capacité au bout d'un an de stockage à 20 °C, alors que les batteries NiMH standards peuvent perdre, dans la même période, la moitié de leur charge. La rétention de la charge dépend beaucoup de l'impédance de la batterie, de sa résistance interne (la plus faible possible), de sa taille ainsi que de sa capacité en mAh.
L'auto-décharge des batteries Ni-MH est causée par trois principales raisons :
- la décomposition chimique de la cathode ;
- la désagrégation naturelle de l'anode ;
- les impuretés de l'anode.

Fondamentalement, les batteries Ni-MH, comme la plupart des autres batteries rechargeables, sont constituées de deux bandes métalliques, les électrodes positive et négative. Entre ces bandes de métal est placée une feuille d'isolant, le séparateur. Ces trois couches sont enroulées sur une bobine et placées dans une boite métallique qui sert de borne négative à la batterie. Avant de refermer la boite, l'électrolyte liquide y est inséré. Le capuchon contient un évent de libération de gaz, qui permet de libérer de l'hydrogène, lorsque la batterie est surchargée. Le comportement électrique de la batterie dépend de la composition des électrodes, du séparateur et de l'électrolyte utilisés.
Les séparateurs épais prennent de la place et réduisent la capacité des batteries, tout en fournissant un moyen rudimentaire de diminuer l'auto-décharge, tandis que les séparateurs minces ont tendance à augmenter le taux d'auto-décharge. Certaines batteries peuvent surmonter cet obstacle avec des techniques de fabrication plus précises et en utilisant notamment un séparateur en polyoléfine sulfonée plus avancé. Dans la technologie eneloop, cela se traduit aussi par une résistance accrue à la température.
Par rapport aux batteries NiMH classiques, celles à faible auto-décharge sont plus utiles si plus de trois semaines en moyenne se sont écoulées après une recharge, ou pour s'assurer que les appareils stockés pendant plusieurs semaines, voire des mois après la charge des batteries sont encore utilisables. Une batterie NiMH classique se décharge d'environ 25 % par mois. Les NiMH LSD offrent quant à elles jusqu'à 70 % de leur capacité et ce, même après cinq ans de stockage.
Dans les appareils qui savent peu évaluer le niveau de batterie, le fonctionnement des NiMH LSD peut être aussi bon, voire meilleur que celui de cellules classiques ayant une capacité nominale pourtant plus élevée ; une tension plus élevée ne déclenche pas forcément un appareil sous tension en circuit fermé. Les batteries NiMH à faible auto-décharge ont aussi beaucoup moins de résistance interne que des batteries NiMH traditionnelles. Les batteries rechargeables avec une faible résistance interne perdent moins d'énergie et ont une plus faible capacité d'auto-échauffement lors d'une décharge et recharge rapide.

## Disponibilité sur le marché
Il y a plusieurs marques de batteries NiMH LSD. La plupart des fabricants produisent seulement des batteries de tailles AAA et AA, et de fait la plupart des batteries à faible auto-décharge vendues le sont dans ces tailles-là. De plus grandes tailles, les C et D, sont disponibles, même si certaines ne sont que des batteries AA à l'intérieur d'un package C ou D. La marque Maha propose une NiMH LSD en modèle D appelée « Imedion » à 9 500 mAh, AccuPower offre la « Acculoop » à 8 500 mAh et Tenergy la « Centura » à 8 000 mAh. Plusieurs fabricants proposent également une batterie NiMH LSD à 9 V (PP3), d'une capacité comprise entre 150 et 250 mAh.